# Orthodoxie
Orthodoxie (altgriechisch ὀρθός orthós „aufrecht“, „geradlinig“, „richtig“ und δόξα dóxa „Meinung“, „Glaube“, also „Rechtgläubigkeit“) bezeichnet in der Grundbedeutung die Richtigkeit einer Lehrmeinung bzw. die Anhängerschaft der richtigen Lehrmeinung, im Gegensatz zu davon abweichenden Lehrmeinungen, die entsprechend für falsch erachtet und abgelehnt werden (Heterodoxie). Grundsätzlich betrachtet sich jede Lehrmeinung selbst als orthodox, so dass die Zuschreibung der Orthodoxie eine Frage des Standpunktes ist.
Häufig jedoch wird der Begriff Orthodoxie in einer Weise verwendet, die mit der Grundbedeutung nur bedingt übereinstimmt: Die Unterschiede bestehen vor allem durch die Betrachtungsperspektive, die entweder eine Selbstbetrachtung oder eine Betrachtung von außen sein kann, wobei Letzteres wiederum in ablehnende oder neutrale Standpunkte unterschieden werden muss.
- Mit Orthodoxie wird häufig die vorherrschende Lehrmeinung bezeichnet. Die vorherrschende Lehrmeinung hat sich gegen abweichende Lehrmeinungen durchgesetzt, dominiert die öffentliche Wahrnehmung und definiert damit faktisch die Norm, also die „richtige“ Lehrmeinung.[3][4][5] Aus der Sicht der Anhänger abweichender Lehrmeinungen bzw. aus der Sicht von neutralen Beobachtern ist die Zuschreibung von Orthodoxie an die vorherrschende Lehrmeinung allerdings fragwürdig.
- Mit Orthodoxie wird häufig eine Lehrmeinung bezeichnet, die speziell von einem modernen, aufgeklärten Standpunkt aus betrachtet als besonders rückwärtsgewandt und reformfeindlich wahrgenommen wird. Der Begriff kam zu dieser Bedeutung, weil im 19. Jahrhundert die Orthodoxe Kirche als Inbegriff der Rückwärtsgewandtheit galt. Auf diese Weise erhielt z. B. das orthodoxe Judentum die Zuschreibung orthodox.[6][7] Ein passenderer Begriff zur Bezeichnung von Rückwärtsgewandtheit und Reformfeindlichkeit wäre z. B. Traditionalismus bzw. traditionalistisch.[8][9]

## Orthodoxie im Christentum
Im Christentum ist „Orthodoxie“ ursprünglich der Begriff für das Festhalten an der trinitätstheologischen Entscheidung des 1. Konzils von Nicaea (325 n. Chr.; ὁμοούσιος τῷ πατρί homooúsios tô patrí „mit dem Vater wesenseins“) in Abgrenzung von den Arianern. Sodann wird damit das Bekenntnis zum christologischen Dogma des Konzils von Chalkedon (451 n. Chr.) bezeichnet. Erst in nachreformatorischer Zeit ist damit das Beharren auf bestimmten traditionellen Lehrmeinungen, Ideologien oder Handlungsweisen gemeint, im Gegensatz zu Erneuerungsbewegungen:
- in der Evangelischen Theologie eine theologiegeschichtliche Epoche; siehe lutherische Orthodoxie,
- bei den niederländischen Calvinisten eine strenge Glaubensrichtung, siehe Gereformeerde Kerken in Nederland,
- die katholische Lehre in Glaubens- und Sittenfragen, insofern sie als Maßstab der Rechtgläubigkeit (Orthodoxie) verstanden wird; siehe Magisterium

Im allgemeinen Sprachgebrauch versteht man unter Orthodoxie zwei große Gruppen von Kirchen:
- Orthodoxe Kirchen – die Kirchen byzantinischer Tradition, deren Ehrenoberhaupt der Ökumenische Patriarch von Konstantinopel ist;
- Altorientalische Kirchen, also diejenigen orientalischen Kirchen, die von der (byzantinischen) Reichskirche seit 451 nicht mehr als „rechtgläubig“ angesehen werden.

## Orthodoxie im Judentum
Das orthodoxe Judentum besteht aus den beiden Hauptrichtungen des neuorthodoxen Judentums und des ultraorthodoxen Judentums. Es wird auch normatives Judentum genannt.
Der Begriff orthodoxes Judentum wurde wohl ursprünglich im liberalen Judentum in Assoziation zur christlichen Orthodoxie zur Abgrenzung von jenen Juden verwendet, die trotz der gesellschaftlichen Veränderungen der Aufklärung ihre jüdische Tradition nicht änderten. Man hat schon im 19. Jahrhundert darauf hingewiesen, dass der Begriff Orthopraxes Judentum (v. griech. orthos, richtig, und praxis, Tun, Handeln) treffender ist.
Das orthodoxe Judentum hält fest an den tradierten Wurzeln der gesamten Tora (Hebräisch für „Lehre“) aus schriftlicher Lehre (Sefer Tora) und mündlicher Lehre (Talmud). Und es entwickelte diese Grundlagen in den nachfolgenden Werken des rabbinischen Judentums bis heute in einem eigenen Weg weiter, der sich seit dem 19. Jahrhundert als Reaktion auf das Reformjudentum ausbildete. Die ganze Tora gilt im orthodoxen Judentum als autoritatives Wort Gottes, das aber in der Zeit in seiner Auslegung entwickelt und zunehmend entfaltet wird. Die Autorität der Tora ist prägend für das orthodoxe jüdische Leben, welches als ein ganzheitlicher Gottesdienst verstanden wird und von Kindererziehung, Torastudium, Lobpreisungen Gottes, Gebet und ritueller Reinhaltung der Person und der Familie ausgefüllt wird. Von allen Strömungen des Judentums ist das orthodoxe Judentum die am wenigsten homogene.

## Orthodoxie im Islam
Die Bezeichnung Orthodoxie, in Bezug auf den Islam, wird unterschiedlich verwendet oder gänzlich abgelehnt. Manchmal wird der Begriff verwendet, um eine schriftbasierende Form des Islams, inklusive des Korans, der Hadithe, Propheten und Heiligen Erzählungen und der Scharia, dem Volksglauben gegenüber zu stellen. Häufig wird der sunnitische Islam, der die vorherrschende Glaubensrichtung im Islam ausmacht, als orthodoxe Form des Islams angesehen. Diese Definition ist allerdings mit Schwierigkeiten verbunden: Einerseits ist sie zu eng gefasst, denn auch die schiitische Form des Islams weist Merkmale einer orthodoxen Glaubensrichtung auf und die Trennung zwischen sunnitischem Islam und schiitischem Islam verliefen im Laufe der Geschichte oft ohne klare Grenzen. Unter Sunniten und Schiiten selbst hat es immer ein starkes Bewusstsein dafür gegeben, dass auch die jeweils andere Glaubensrichtung zum Islam dazu gehört. Der sunnitische Islam entwickelt sich diskursiv ohne abschließende Normen, was den Sinn der Bezeichnung „Orthodox“ widerstrebt. Andererseits versucht man die Orthodoxie auf eine abgeschlossene Definition innerhalb des sunnitischen Islams zu begrenzen, wie die vier sunnitischen Rechtsschulen (Madhhab) (Hanafiten, Hanbaliten, Malikiten und Schafiiten). Eine andere Einteilung unterscheidet zwischen den drei sunnitischen theologischen Schulen des Islams (Aschʿarīya, Māturīdīya und Atariya).

## Weitere Bedeutungen
Weitere Bedeutungen umfassen:
- Orthodoxie. Eine Handreichung für die Ungläubigen, eine Apologie von Gilbert Keith Chesterton
- In der Wissenschaft: Die jeweils herrschende Lehrmeinung.
- Orthodoxer Marxismus
- Orthodoxe Verteidigung: eine Variante des Damengambits (Eröffnung im Schach)